# Polska Żyje (organizacja konspiracyjna)
Polska Żyje – inna nazwa: Charitas, Pomoc Polakom, Zrzeszenie Polaków, polska cywilno-wojskowa organizacja konspiracyjna działająca od poł. września 1939 r. do poł. sierpnia 1942 r. na Kaszubach.
Utworzona została w Wejherowie z inicjatywy księdza dziekana Edmunda Roszczynialskiego. Początkowo występowała pod nazwami Charitas i Pomoc Polakom. Jej pierwszymi członkami byli lokalni mieszkańcy skupieni wokół plebanii parafii pod wezwaniem Św. Trójcy, m.in. Zofia Albecka, ksiądz Józef Bartel, Jan Bianga, Edmund Szuta, ksiądz Teodor Plewa, ppor. rez. Alfons Tessar. W pierwszym okresie działania prowadziła jedynie działalność w zakresie pomocy zagrożonym aresztowaniem i zbiegom oraz wsparcia materialnego ich rodzinom, następnie rozszerzyła ją na drukowanie i kolportaż własnej prasy, tajne nauczanie, wywiad i kontrwywiad (gromadzono informacje o jednostkach Wehrmachtu i policji oraz zbrodniarzach hitlerowskich, rozwinięto akcję rozpoznania i uprzedzania o planowanych wysiedleniach i pacyfikacjach). Podjęto także działalność sabotażowo-dywersyjną; prowadziła ją improwizowana grupa w składzie: ppor. rez. Alfons Tessar ps. "Zan", kpr. rez. Paweł Hebel ps. "Zagłoba", Gertruda Puzdrowska ps. "Świeca", Edmund Szuta ps. "Sokrates" i Władysław Szuta ps. "Jeleń". Pod koniec grudnia 1940 r. zaczęły działać 2 kolejne grupy specjalne pod dowództwem kpr. rez. Bernarda Michałki ps. "Batory" i P. Hebla. Operowały one na terenie powiatu morskiego, tworząc razem oddział partyzancki pod kryptonimem "Dysab" (od skrótu wyrazów dywersja i sabotaż), którego komendantem został ppor. rez. A. Tessar. Tymczasem po uwięzieniu i zabiciu przez Niemców księdza E. Roszczynialskiego 26 lub 30 października 1939 r., co na krótki czas zahamowało jej działania, na czele organizacji stanął ksiądz J. Bartel, prefekt Zakładu Głuchoniemych w Wejherowie. W poł. grudnia tego roku do kierownictwa organizacji dołączyli: por. rez. Grzegorz Wojewski ps. "Ferrum", który został komendantem wojskowym, lek. med. Alfons Wojewski, który objął funkcję szefa komórki opieki i sanitariatu, Stefan Wojewski i Stanisława Milczewska, odpowiedzialni za łączność i ewidencję. Organizacja rozszerzyła zasięg swojej działalności na rejon Pucka, Gdyni, a nawet Chełmna. Jej liczebność doszła do kilkuset ludzi. W tym czasie do organizacji dotarły pierwsze egzemplarze pisma Komendy Obrońców Polski Polska Żyje, od którego tytułu prawdopodobnie pochodzi ostateczna nazwa organizacji. Nawiązano też pewne kontakty z kierownictwem KOP w Warszawie. Ostatecznie w poł. 1942 r. organizacja przyłączyła się do Tajnej Organizacji Wojskowej "Gryf Pomorski". Wiosną 1943 r. znaczna część jej byłych członków została aresztowana przez Niemców.